# Assicurazioni Generali
Assicurazioni Generali S.p.A. (que significa Seguros Generales en italiano) o comúnmente conocida como Grupo Generali es una compañía de seguros italiana con sede en Trieste. Desde 2022, es la compañía de seguros más grande de Italia y se encuentra entre las compañías de seguros más grandes del mundo por primas netas y activos.
Los principales competidores de Generali a nivel internacional son AXA, Allianz y Zurich Insurance Group.
La compañía cotiza en la bolsa de Milán y forma parte del índice FTSE MIB de la misma bolsa de valores.

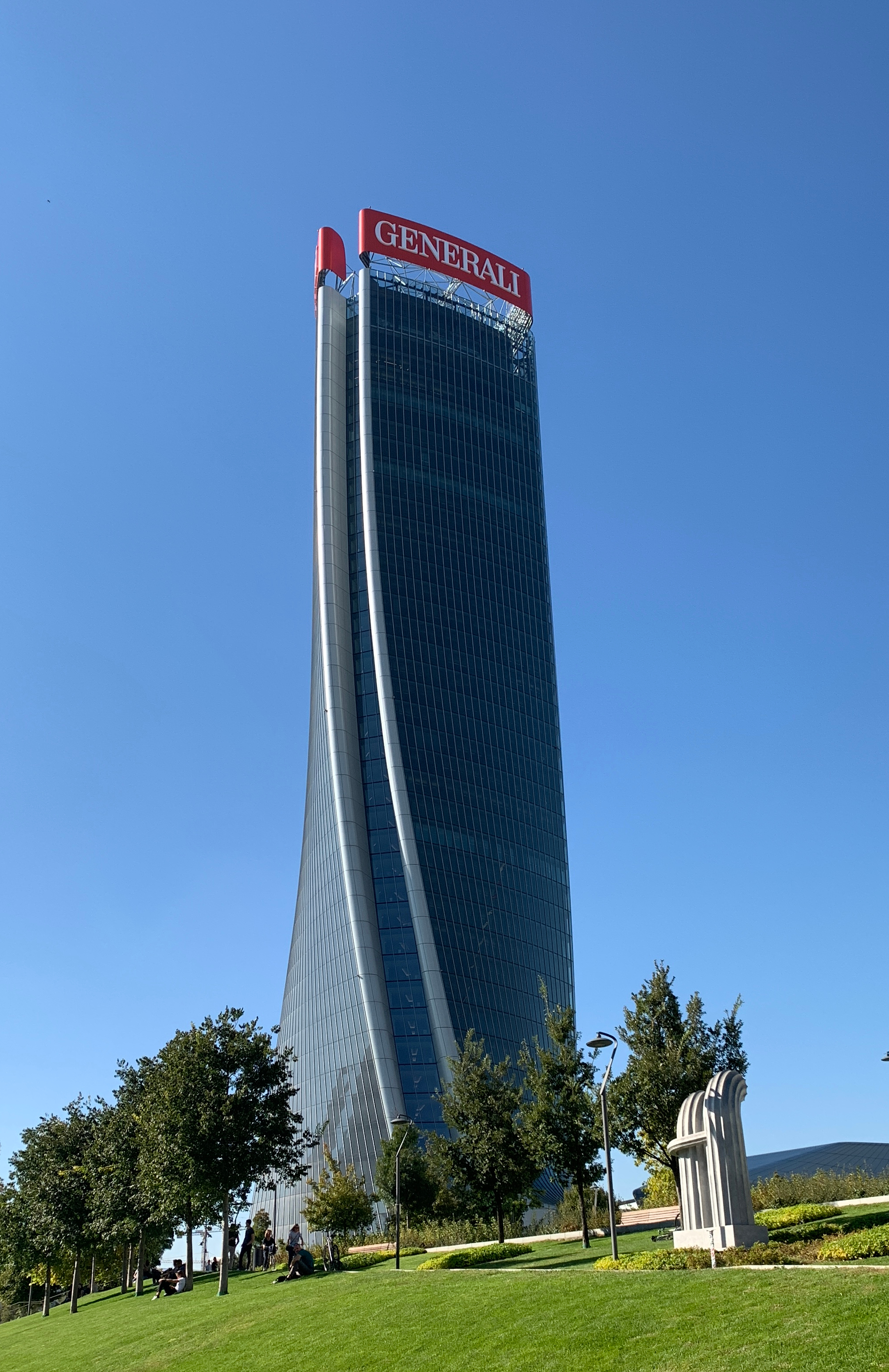
Torre Generali en Milán

## Historia
Establecida el 26 de diciembre de 1831 como Imperial Regia Privilegiata Compagnia di Assicurazioni Generali Austro-Italiche ('Compañía Imperial y Real Privilegiada para Seguros Austriaco-Italianos') en Trieste. Su promotor fue Giuseppe Lazzaro Morpurgo.
El adjetivo "Generali" ("general") se refería a la cobertura de seguro integral de la compañía en todas las ramas (incendio, vida, granizo, transporte marítimo, terrestre y fluvial). Este enfoque no era común en el momento cuando la mayoría de las compañías de seguros de Trieste se centraban exclusivamente en el transporte marítimo, a excepción de la Azienda Assicuratrice, que también se ocupaba del seguro contra granizo.
La etiqueta "austriaco-italiano" se refería a la estructura de gestión dual de la compañía, con la oficina principal en Trieste responsable de los asuntos y relaciones de la compañía con la Monarquía de los Habsburgo (en ese momento, Trieste era el puerto marítimo más importante del Imperio austríaco). Mientras tanto, una oficina de administración en Venecia supervisó las actividades en Lombardía-Venecia y la península italiana.
Financiado con un capital social de dos millones de florines, Generali atrajo a un grupo diverso de accionistas de Trieste y Lombardía-Venecia, incluyendo figuras influyentes como Giovanni Cristoforo Ritter de Záhony, Giovanni Battista de Rosmini, Marco Parente, Samuele Della Vida y Pasquale Revoltella.
El símbolo del águila de los Habsburgo, un guiño a la posesión austriaca de Trieste desde 1832 hasta 1918, fue elegido emblema de la compañía. La presencia temprana de Generali en múltiples mercados se debió a la naturaleza históricamente comercial de Trieste y Venecia. En su primera década, la red de agencias de la compañía se expandió a través de todos los estados italianos, las principales ciudades del imperio y los principales puertos europeos.
Hasta 1847, Gianbattista de Rosmini, el asesor legal y un accionista significativo, desempeñó un papel fundamental, sirviendo como presidente permanente de los Congresos Generales y dirigiendo efectivamente la compañía. Tras los levantamientos del Risorgimento (Renacimiento) en 1848, el adjetivo "austríaco-italiano" fue eliminado, y la compañía se convirtió en solo Assicurazioni Generali.
En 1856, Generali había crecido hasta convertirse en la compañía de seguros más grande del Imperio Austríaco, culminando en su cotización en la Bolsa de Trieste al año siguiente. Tras la unificación de Italia, la administración veneciana de Generali llevó a la compañía a convertirse en la compañía de seguros más grande del reino recién formado, con Samuele Della Vida supervisando la compañía italiana hasta 1875.
En 1869, Generali previó el impacto significativo de la inauguración del Canal de Suez en el comercio mundial. Figuras clave dentro de la compañía, incluidos Pasquale Revoltella y Giuseppe Morpurgo, participaron en el evento histórico, con Revoltella convirtiéndose en el vicepresidente de la Compañía Universal del Canal de Suez. La apertura del canal provocó un clima económico favorable para Generali, lo que llevó a su expansión a través de varias regiones, desde el Mediterráneo oriental hasta el norte de África, el Lejano Oriente y las Américas.
Bajo la dirección de Marco Besso, quien dirigió la compañía de 1877 a 1920, finalmente convirtiéndose en su presidente, Generali asumió una dimensión internacional. La compañía abrió agencias en el Mediterráneo, San Petersburgo, Varsovia, las Américas y el Lejano Oriente, al tiempo que fundó filiales como Erste Allgemeine Schaden- und Unfallversicherung en Viena, Generala en Rumania, Anonima Grandine y Anonima Infortuni en Italia.
Durante este período, se construyeron las oficinas italianas más prestigiosas de Generali, incluidos edificios notables en Florencia, Trieste, Milán, Roma y Turín. En 1914, la Procuratie Vecchie, la sede de la administración de Venecia, sufrió una reestructuración.
En medio de los desafíos de la Primera Guerra Mundial, que enfrentó a Italia contra Austria-Hungría, las sedes venecianas y triestinas de Generali mantuvieron su independencia operativa, lo que permitió a la compañía navegar por circunstancias complejas sin tomar posiciones políticas que pudieran comprometer su integridad.

### El período italiano

El símbolo de Assicurazioni Generali deriva de la bandera de la República de Venecia, disuelta por Napoleón tres décadas antes de la fundación de la compañía.

En 1920, Edgardo Morpurgo asumió el cargo de presidente, marcando el comienzo de una fase de mayor expansión internacional para la empresa. En 1924, debido en parte a la división del Imperio Austro-Húngaro, Generali había establecido ocho oficinas de gestión en el extranjero y tenía presencia en sesenta sucursales y agencias en treinta países. Para 1935, se había expandido para incluir veintinueve subsidiarias en Europa, cuatro en las Américas, dos en África y una en Asia. Durante este tiempo, la imagen de la empresa fue administrada por Marcello Dudovich, contribuyendo a su creciente reputación. Alleanza Assicurazioni fue adquirida durante este período.
Sin embargo, mediados de los años treinta trajeron desafíos, ya que el aumento de las leyes raciales y la relación cada vez más estrecha con el fascismo crearon un ambiente difícil.
En el primer siglo de actividad, Assicurazioni Generali se había consolidado y expandido también gracias a la presencia decisiva de accionistas y gerentes de origen judío, de los Morpurgos a los Maurogonatos, de los Levi Della Vidas a los Treves de' Bonfilis.
En 1938, cuando las inminentes leyes raciales se avecinaban y Benito Mussolini visitaba Trieste, se le pidió a Morpurgo, quien era su presidente en ese momento, que renunciara, entregando la presidencia a Giuseppe Volpi di Misurata. Durante esta época, Generali estuvo bajo la dirección del director general Gino Baroncini.
La compañía enfrentó desafíos significativos durante la Segunda Guerra Mundial, incluidas las ocupaciones alemanas y yugoslavas y la posterior administración británico-estadounidense del Territorio Libre de Trieste. Después de este período tumultuoso, las delegaciones de Generali en los países del Este fueron expropiadas bajo las presidencias de Antonio Cosulich (1943-1948) y Mario Abbiate (1948-1954), lo que aumentó las complejidades.
Entre 1960 y 1968, Baroncini, que había estado con Generali desde 1937, sirvió como presidente durante el auge económico de Italia.
En 1963, la rama francesa de Generali, Concorde, adoptando la intuición de Pierre Desnos, fundó Europ Assistance; la nueva compañía dio a luz al concepto de "asistencia privada", ofreciendo apoyo organizado a personas que enfrentan situaciones difíciles fuera de casa.
En 1974, la compañía estableció Genagricola, que se centró en las actividades agrícolas del Grupo.
De 1968 a 1979 Cesare Merzagora fue presidente y reestructuró la empresa de una manera más eficiente y transparente. Fue sucedido por Enrico Randone, que ocupó el cargo hasta 1990.
En 1988, Generali reforzó su presencia en Francia mediante la adquisición de una participación en Compagnie du Midi. Al año siguiente, se convirtió en accionista del grupo AXA Midi. En 1996, Generali tomó la decisión estratégica de vender su paquete de acciones, proporcionando la liquidez necesaria para la compra de INA Assitalia.
Durante la década de 1990, Generali continuó innovando. En 1994, lanzó Genertel, la primera compañía en Italia en ofrecer servicios financieros por teléfono. Cuatro años más tarde, en 1998, Banca Generali se estableció como un banco online. Con el tiempo, Banca Generali se convirtió en un centro bancario dentro del Grupo, pasando al segmento de banca privada.

### Últimos años
Tras la adquisición de INA Assitalia en 2000, Generali continuó su trayectoria de crecimiento con la adquisición de Toro Assicurazioni en 2006. A medida que la compañía se expandió, estableció Generali Real Estate en 2011 para administrar sus actividades inmobiliarias.  Generali Real Estate pronto se convirtió en un participante prominente en el sector, convirtiéndose en el único propietario de CityLife, el nuevo complejo residencial y comercial que se encuentra en el área del antiguo aire de Milán en Portello. Entre las estructuras notables dentro de CityLife se encuentra la icónica torre Generali, diseñada por el arquitecto Zaha Hadid, que ha servido como sede del Grupo en Milán desde 2019.
En 2013, se llevó a cabo una importante reestructuración corporativa cuando la parte italiana de Assicurazioni Generali se incorporó a INA Assitalia, lo que llevó a la formación de Generali Italia. La nueva entidad, efectiva a partir del 1 de julio de 2013, abarcó Toro Assicurazioni, Lloyd Italico y Augusta Assicurazioni, con Philippe Donnet asumiendo el papel de director general y Country Manager Italia.
Donnet se convirtió en CEO del Grupo Generali en marzo de 2016. Bajo su dirección, el grupo implementa con éxito dos planes estratégicos y los resultados financieros han ido creciendo.
En 2022, la junta general de accionistas volvió a nombrar a Philippe Donnet para un tercer mandato, reafirmando el plan estratégico Lifetime Partner 24: Driving Growth que se presentó en diciembre de 2021. Durante la misma reunión, Andrea Sironi, académico y presidente de la Universidad Bocconi, fue elegido presidente del Grupo.
La compañía continuó sus esfuerzos de expansión en junio de 2023, anunciando la adquisición de Liberty Seguros, un competidor que opera en el sector de seguros no vida de España y Portugal, del grupo estadounidense Liberty Mutual. La adquisición, que asciende a 2.300 millones de euros, consolidará el posicionamiento europeo del canal directo de Generali y aprovechará las sólidas capacidades de Liberty Seguros en este ámbito.
Como resultado, Generali se convertirá en la cuarta compañía de seguros de no vida en España, la segunda en el mercado portugués y entrará en la lista de los diez primeros del sector en Irlanda e Irlanda del Norte.
El 6 de julio de 2023, Generali realizó otra adquisición significativa, esta vez adquiriendo Conning y sus subsidiarias. Además, la compañía entró en una asociación de diez años con Cathay Life, convirtiendo a esta última en un accionista minoritario (con un 16,75% de acciones) en Generali Investment Holding, una entidad que alberga la mayoría de las actividades de gestión de activos de Generali.
Esta adquisición reforzó los activos totales bajo gestión de Generali, que ahora ascienden a 775.000 millones de euros, un aumento de 144.000 millones de euros. En consecuencia, Generali reclamó su posición como la novena compañía europea en términos de activos bajo gestión (AuM).

## Operaciones

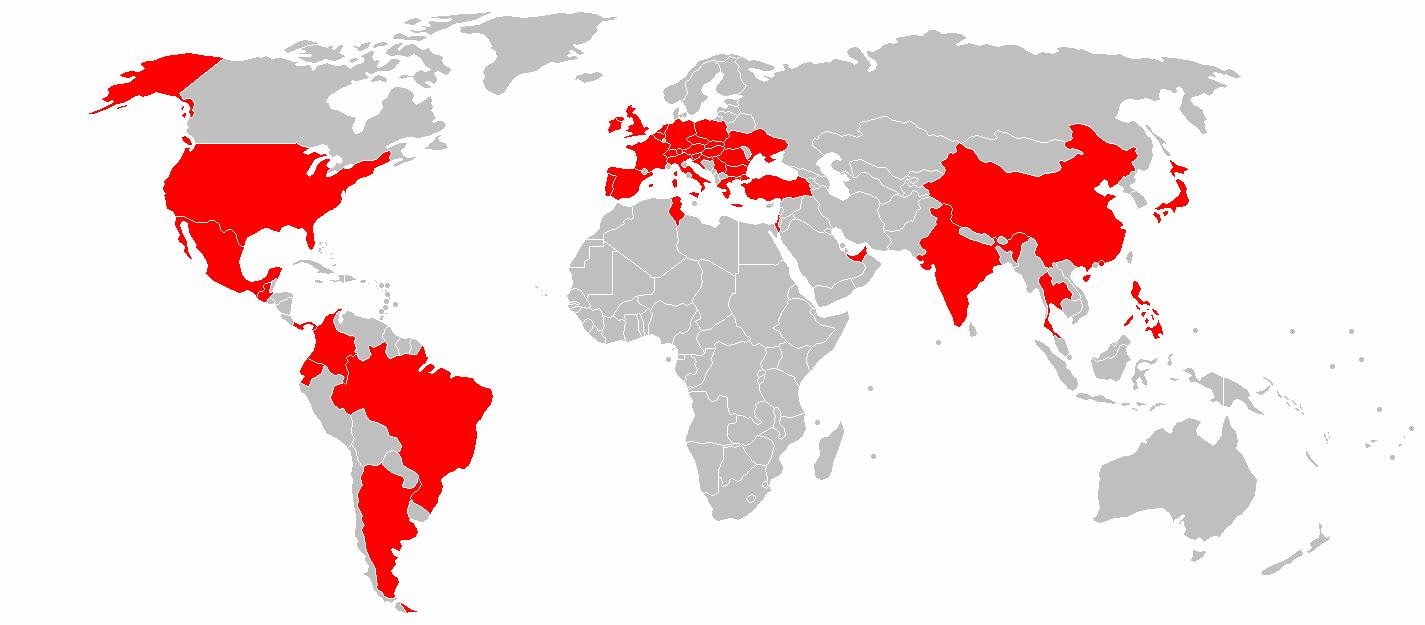
Presencia en el mundo del grupo Generali.

Generali cuenta con una presencia global, operando en 50 países a través de una red de más de 400 empresas.
La estructura organizativa actual de la compañía comprende cinco unidades de negocio distintas:
- Italia
- Alemania, Austria y Suiza
- Francia y actividades comerciales globales
- Internacional
- Gestión de activos y patrimonio

El modelo de negocio de la compañía gira en torno a tres pilares fundamentales:
- seguros de vida
- seguros no vida
- gestión de activos

Al combinar estos elementos, Generali tiene como objetivo crear una cartera completa y diversificada de seguros y productos financieros.

### Propiedad de los bancos
Banca Generali es una filial de Assicurazioni Generali que posee el 50,17%.

## Estructura accionarial
Al 17 de abril de 2023, los mayores accionistas de Assicurazioni Generali eran:
- 31,72% Inversores institucionales
- 13.10% Mediobanca S.p.A.
- 9,77% Grupo Del Vecchio
- 6,23% Grupo Caltagirone
- 4,83% Grupo Benetton
- 34,35% Otros

## Empleados famosos
- Franz Kafka trabajó durante cerca de un año (entre 1 de noviembre de 1907 y 15 de julio de 1908) en Assicurazioni Generali en Praga.

## The Human Safety Net
The Human Safety Net es una fundación establecida en 2017 con la misión de apoyar a las personas y comunidades desfavorecidas, empoderándolas para mejorar sus condiciones de vida y desbloquear su potencial. La fundación se centra en ayudar a las personas que viven en condiciones vulnerables, proporcionándoles oportunidades de crecimiento y progreso.
Para cumplir su misión, The Human Safety Net colabora con aproximadamente 60 entidades, incluidas organizaciones no gubernamentales (ONG) y empresas sociales. A través de estas asociaciones, la fundación implementa varios programas dirigidos a dos grupos objetivo principales: familias y refugiados.
The Human Safety Net tiene su sede en la Procuratie Vecchie, la sede histórica de Generali en Venecia.

## Patrocinios
Generali demuestra un fuerte compromiso con el patrocinio deportivo y la sostenibilidad, participando en diversas iniciativas que promueven y apoyan las actividades deportivas.
Desde 2019, Generali también patrocina la Selección Española Masculina de Rugby XV y la acompaña en todos sus partidos con presencia en las camisetas de los jugadores y en los campos nacionales donde juegan.
Generali es el patrocinador oficial del Maratón de Málaga, convirtiéndose en la primera gran carrera que Generali patrocina en España. Esta maratón cuenta con dos distancias para competir: maratón (42 km) y media maratón (21 km), además de la carrera de las familias.
En el extranjero, Generali es el patrocinador del Equipo Nacional de Voleibol de Francia, y ha sido patrocinador de la Federación Francesa de Voleibol durante 19 años.  
En 2010, en línea con las directrices y valores del Grupo, Generali lanzó la Carta del Deporte Responsable, destinada a fomentar activamente una cultura de sostenibilidad en el deporte.
Además, Generali patrocina dos estadios de fútbol, el Stadion Letná de Praga y el Franz Horr Stadium de Viena.
Durante más de cuatro décadas, Generali ha sido patrocinador de Barcolana, una histórica regata internacional de vela que se celebra anualmente en el Golfo de Trieste.
Generali patrocina dos maratones, el Medio Maratón Generali Berlín en Berlín y el Maratón Generali München en Múnich.